# Şabandağ
Şabandağ är ett berg i Azerbajdzjan.   Det ligger i distriktet Apsjeron, i den östra delen av landet, 14 km väster om huvudstaden Baku. Toppen på Şabandağ är 354 meter över havet, eller 239 meter över den omgivande terrängen. Bredden vid basen är 20,0 km.
Terrängen runt Şabandağ är platt norrut, men söderut är den kuperad. Runt Şabandağ är det tätbefolkat, med 982 invånare per kvadratkilometer.. Närmaste större samhälle är Baku, 13,5 km öster om Şabandağ. 
Omgivningarna runt Şabandağ är i huvudsak ett öppet busklandskap.